# Peter Stammen
 Peter Stammen  (* 29. September 1886 in Krefeld; † 1958 in Düsseldorf) war ein deutscher Bildhauer.

## Leben und Werk

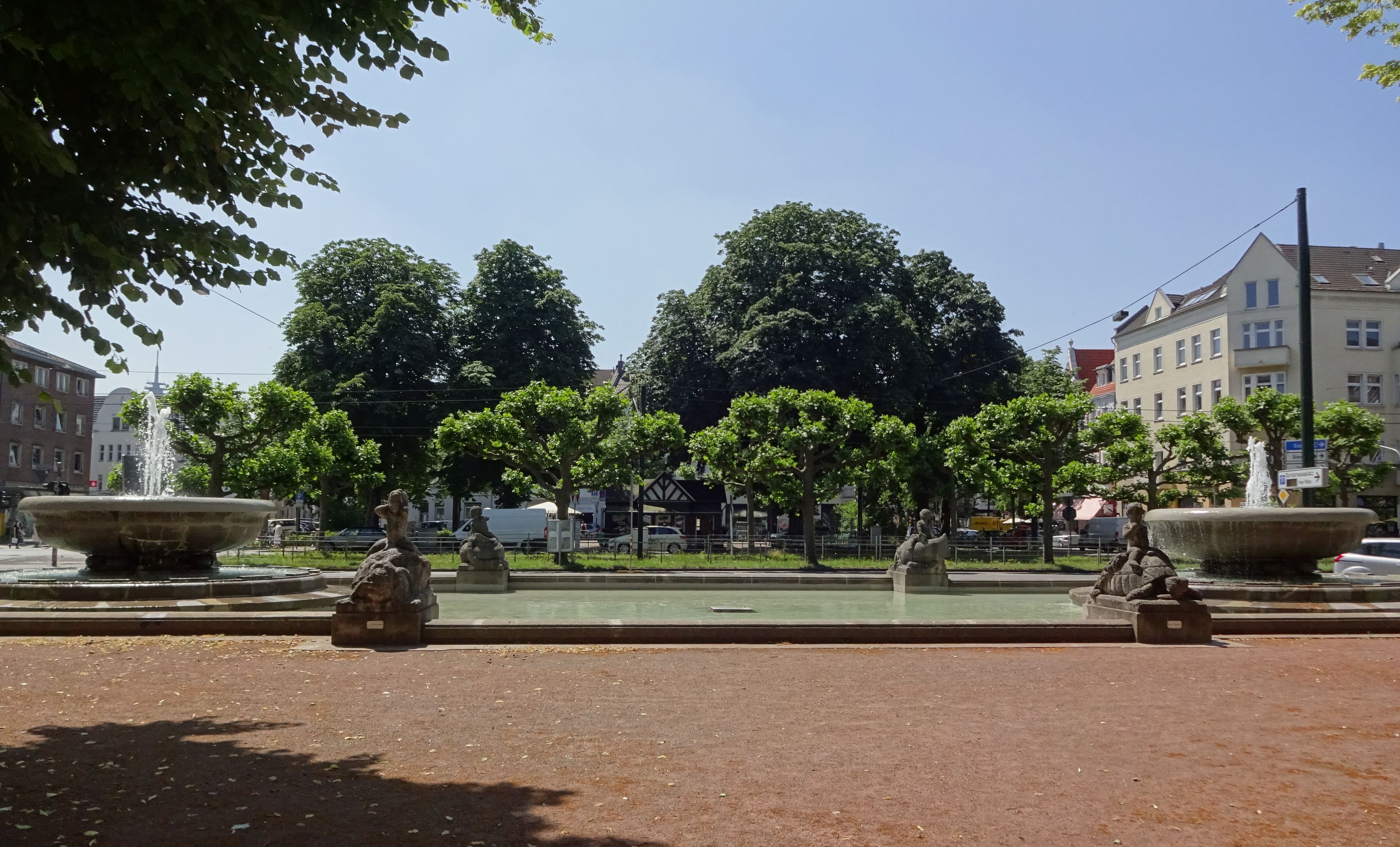
Brunnen am Barbarossaplatz (2018)

Stammen studierte an der Kunstgewerbeschule Krefeld, an der Städelschule in Frankfurt am Main und an der Akademie in Düsseldorf. Er schuf 1913 das Kriegerdenkmal Siegfried von Kaldenkirchen, das an die Gefallenen des Ortes in den Kriegen 1864, 1866 und 1870/71 erinnerte. Der von ihm 1912 entworfene und 1925 fertiggestellte große Schalenbrunnen Barbarossabrunnen in Düsseldorf-Oberkassel wurde anlässlich des 100sten Jubiläums 2012 umfassend saniert. Das von ihm 1914 geschaffene Kaiser-Friedrich-Denkmal in Krefeld ist nicht erhalten, es wurde im Zweiten Weltkrieg eingeschmolzen. Der Kaiser-Friedrich-Hain ist jedoch nach wie vor nach der vergoldeten Bronzebüste benannt. Weiter entwarf er 1930 das Ehrendenkmal in Uerdingen, das, untypisch für die Zeit seiner Errichtung, weitgehend auf militärische Symbole verzichtet und einen Sämann darstellt, der auf dem Acker vergangener Kriege eine friedvolle Zukunft sät, sowie zahlreiche Kleinskulpturen und Denkmäler, darunter auch die allegorischen Statuen über dem Portal des Gymnasiums am Moltkeplatz in Krefeld und die 1948 geschnitzte Hochwaldmadonna in der Sankt Paulinuskirche in Beuren.

## Darstellung in der bildenden Kunst
- Werner Schramm: Der Bildhauer Peter Stammen (Kreidezeichnung, 1952)[6]

## Werke (Auswahl)
- Mutter (Zweifigurengruppe, Gips; ausgestellt 1939 auf der Großen Deutschen Kunstausstellung in München; erworben von Heinrich Himmler)

- In der Sonne (Statue, Bronze; ausgestellt 1940 auf der Großen Deutschen Kunstausstellung in München)

- Käti (Büste, Bronze; ausgestellt 1941 auf der Großen Deutschen Kunstausstellung in München)

## Ausstellungen
- 1939, 1940 und 1941 Große Deutsche Kunstausstellung, München

- 1953: Dritte Deutsche Kunstausstellung, Dresden (Kreidezeichnung 75 × 60 cm)